# 2009-es MTV Video Music Awards
A 2009-es MTV Video Music Awards-ot szeptember 13-án rendezték meg a New York-i Radio City Music Hallban. A show-t – immáron másodjára – Russell Brand vezette. Madonna beszédével kezdődött az est, szavaival az elhunyt Michael Jacksont magasztalta. Ezután Janet Jackson zenés-táncos megemlékezést tartott bátyja emlékére.
Augusztus 4-én jelent meg hivatalosan a díjra jelöltek listája. Beyoncé és Lady Gaga kilenc jelölést, míg Britney Spears hét jelölést kapott.
A díjátadót 9 millió ember követte figyelemmel, 17%-kal többen, mint a korábbi évben.

## Jelölések
A nyertesek neve félkövér.

### Az év videója
Beyoncé Knowles – Single Ladies (Put a Ring on It)
- Eminem – We Made You
- Lady Gaga – Poker Face
- Britney Spears – Womanizer
- Kanye West – Love Lockdown

### Legjobb férfi videó
T.I. (featuring Rihanna) – Live Your Life
- Eminem – We Made You
- Jay-Z – D.O.A. (Death of Auto-Tune)
- Ne-Yo – Miss Independent
- Kanye West – Love Lockdown

### Legjobb női videó
Taylor Swift – You Belong with Me
- Beyoncé Knowles – Single Ladies (Put a Ring on It)
- Kelly Clarkson – My Life Would Suck Without You
- Lady Gaga – Poker Face
- Katy Perry – Hot N Cold
- Pink – So What

### Legjobb új előadó
Lady Gaga – Poker Face
- 3OH!3 – Don't Trust Me
- Drake – Best I Ever Had
- Kid Cudi – Day 'n' Nite
- Asher Roth – I Love College

### Legjobb pop videó
Britney Spears – Womanizer
- Beyoncé Knowles – Single Ladies (Put a Ring on It)
- Cobra Starship (közreműködik Leighton Meester) – Good Girls Go Bad
- Lady Gaga – Poker Face
- Wisin & Yandel – Abusadora

### Legjobb rock videó
Green Day – 21 Guns
- Coldplay – Viva la Vida
- Fall Out Boy – I Don't Care
- Kings of Leon – Use Somebody
- Paramore – Decode

### Legjobb hiphop videó
Eminem – We Made You
- Flo Rida – Right Round
- Jay-Z – D.O.A. (Death of Auto-Tune)
- Asher Roth – I Love College
- Kanye West – Love Lockdown

### Legnagyobb áttörés
Matt and Kim – Lessons Learned
- Anjulie – Boom
- Bat for Lashes – Daniel
- Chairlift – Evident Utensil
- Cold War Kids – I've Seen Enough
- Death Cab for Cutie – Grapevine Fires
- Gnarls Barkley – Who's Gonna Save My Soul
- Major Lazer – Hold the Line
- Passion Pit – The Reeling
- Yeah Yeah Yeahs – Heads Will Roll

### Legjobb rendezés
Green Day – 21 Guns (rendező: Marc Webb)
- Beyoncé Knowles – Single Ladies (Put a Ring on It) (rendező: Jake Nava)
- Cobra Starship (közreműködik Leighton Meester) – Good Girls Go Bad (rendező: Kai Regan)
- Lady Gaga – Paparazzi (rendező: Jonas Åkerlund)
- Britney Spears – Circus (rendező: Francis Lawrence)

### Legjobb koreográfia
Beyoncé Knowles – Single Ladies (Put a Ring on It) (koreográfus: Frank Gatson és JaQuel Knight)
- Ciara (közreműködik Justin Timberlake) – Love Sex Magic (koreográfus: Jamaica Craft és Marty Kudelka)
- Kristinia DeBarge – Goodbye (koreográfus: Jamaica Craft)
- A.R. Rahman és a Pussycat Dolls (közreműködik Nicole Scherzinger) – Jai Ho! (You Are My Destiny) (koreográfus: Robin Antin és Mikey Minden)
- Britney Spears – Circus (koreográfus: Andre Fuentes)

### Legjobb speciális effektek
Lady Gaga – Paparazzi (speciális effektek: Chimney Pot)
- Beyoncé Knowles – Single Ladies (Put a Ring on It) (speciális effektek: VFX Effects és Louis Mackall V)
- Eminem – We Made You (speciális effektek: Ingenuity Engine)
- Gnarls Barkley – Who's Gonna Save My Soul (speciális effektek: Gradient Effects és Image Metrics)
- Kanye West (közreműködik Mr Hudson) – Paranoid (speciális effektek: Wizardflex and Ghost Town Media)

### Legjobb művészi rendezés
Lady Gaga – Paparazzi (rendező: Jason Hamilton)
- Beyoncé Knowles – Single Ladies (Put a Ring on It) (rendező: Niamh Byrne)
- Coldplay – Viva la Vida (rendező: Gregory de Maria)
- Gnarls Barkley – Who's Gonna Save My Soul (rendező: Zach Matthews)
- Britney Spears – Circus (rendező: Laura Fox and Charles Varga)

### Legjobb vágás
Beyoncé Knowles – Single Ladies (Put a Ring on It) (vágó: Jarrett Fijal)
- Coldplay – Viva la Vida (vágó: Hype Williams)
- Miley Cyrus – 7 Things (vágó: Jarrett Fijal)
- Lady Gaga – Paparazzi (vágók: Danny Tull és Jonas Åkerlund)
- Britney Spears – Circus (vágó: Jarrett Fijal)

### Legjobb operatőr
Green Day – 21 Guns (operatőr: Jonathan Sela)
- Beyoncé Knowles – Single Ladies (Put a Ring on It) (operatőr: Jim Fealy)
- Coldplay – Viva la Vida (operatőr: John Perez)
- Lady Gaga – Paparazzi (operatőr: Eric Broms)
- Britney Spears – Circus (operatőr: Thomas Kloss)

### Legjobb videó (ami azért megérdemel egy díjat)
Beastie Boys – Sabotage
- Björk – Human Behaviour
- Dr. Dre – Nuthin' but a "G" Thang
- Foo Fighters – Everlong
- George Michael – Freedom! '90
- OK Go – Here It Goes Again
- Tom Petty and the Heartbreakers – Into the Great Wide Open
- Radiohead – Karma Police
- David Lee Roth – California Girls
- U2 – Where the Streets Have No Name

### Legjobb előadás a Pepsi Rock Band videójában
Nerds in Disguise – My Own Worst Enemy
- Blaq Star – Shining Star
- One (Wo)Man Band – Bad Reputation
- The Sleezy Treezy – Here It Goes Again
- Synopsis – The Kill

## Fellépők (megjelenési sorrendben)
- Janet Jackson – emlékműsor Michael Jackson-nak: "Thriller", "Bad", "Smooth Criminal", és "Scream" (nyitány)
- Katy Perry és Joe Perry – „We Will Rock You”
- Taylor Swift – "You Belong with Me"
- Lady Gaga – "Poker Face" intro/"Paparazzi"
- Green Day – "East Jesus Nowhere"
- Beyoncé – "Sweet Dreams" intro/"Single Ladies (Put a Ring on It)"
- Muse – "Uprising"
- Pink – "Sober"
- Jay-Z – "Empire State of Mind" featuring Alicia Keys (zárás)

Az est együttese a UCB és a rapper Wale. A következő fellépők csatlakoztak hozzájuk:
- 3OH!3
- The All-American Rejects
- Daniel Merriweather
- Pitbull
- Kid Cudi
- Solange

## Díjátadók és konferálók
- Madonna
- Justin Bieber
- Jack Black
- Gerard Butler
- Kristin Cavallari
- Alexa Chung
- Miranda Cosgrove
- Eminem
- Jimmy Fallon
- Adam Brody
- Megan Fox
- Robert Pattinson
- Kristen Stewart
- Taylor Lautner
- Nelly Furtado
- Jennifer Lopez
- Leighton Meester
- Tracy Morgan
- Ne-Yo
- Chace Crawford
- Katy Perry
- Andy Samberg
- Gabe Saporta
- Shakira
- Jamie-Lynn Sigler
- Pete Wentz

## Fordítás
- Ez a szócikk részben vagy egészben  a(z)   2009 MTV Video Music Awards című angol Wikipédia-szócikk fordításán alapul.  Az eredeti cikk szerkesztőit annak laptörténete sorolja fel. Ez a jelzés csupán a megfogalmazás eredetét és a szerzői jogokat jelzi, nem szolgál a cikkben szereplő információk forrásmegjelöléseként.